# Park Jin-jun
박진준
Œuvres principales
Première œuvre : Raiders (manhwa)
Autres ouvrages :
Dans ce nom coréen, le nom de famille, Park, précède le nom personnel.
Park Jin-jun (박진준) est un dessinateur de manhwa sud-coréen.

## Œuvre
2007 - en cours : Raiders
Pré-publié dans Super Champ, édité chez Daiwon (Corée) et chez Kami (France).
1. Raiders  (trad. du coréen), vol. 1, Paris, Kami, février 2009 (ISBN 978-2-35100-537-8, présentation en ligne, lire en ligne)
2. Raiders  (trad. du coréen), vol. 2, Paris/Paris, Kami, avril 2009, 234 p. (ISBN 978-2-35100-545-3, présentation en ligne)
3. À paraitre - Raiders, vol. 3 (présentation en ligne)
4. À paraitre - Raiders, vol. 4 (présentation en ligne)
5. À paraitre - Raiders, vol. 5 (présentation en ligne)

## Sources